# معروف شیرازی
علامه معروف شیرازی از خوشنویسان قرن نهم هجری قمری بود. وی در ابتدای حال کاتب و ندیم سلطان احمد جلایر بود سپس وارد خدمت میرزا اسکندر گورکانی شد و نزد وی تقرب یافت و در کتابخانه او به امر کتابت اشتغال داشت. در بیان سرعت کتابت وی آورده‌اند که روزی تا یکهزار و پانصد بیت می‌نوشت. در زمان شاهرخ ۸۰۷–۸۵۰ شهرتش عالمگیر شد و سلطان او را از شیراز به هرات طلبید و ریاست کتابخانهٔ شاهی را به وی محول کرد. معروف شیرازی مدتی را در کمال عزت گذرانید و در اثر سعایت میرزا بایسنقر که از او خواستار نوشتن نسخه‌ای از خمسه نظامی بود و او زیر بار این تکلیف نمی‌رفت، عاقبت محبوس شد و به سال ۸۳۰ هجری قمری در هرات درگذشت.